# Сен-Бенинь
Сен-Бени́нь (фр. Saint-Bénigne) — коммуна во Франции, находится в регионе Рона — Альпы. Департамент — Эн. Входит в состав кантона Пон-де-Во. Округ коммуны — Бурк-ан-Брес.
Код INSEE коммуны — 01337.

## География

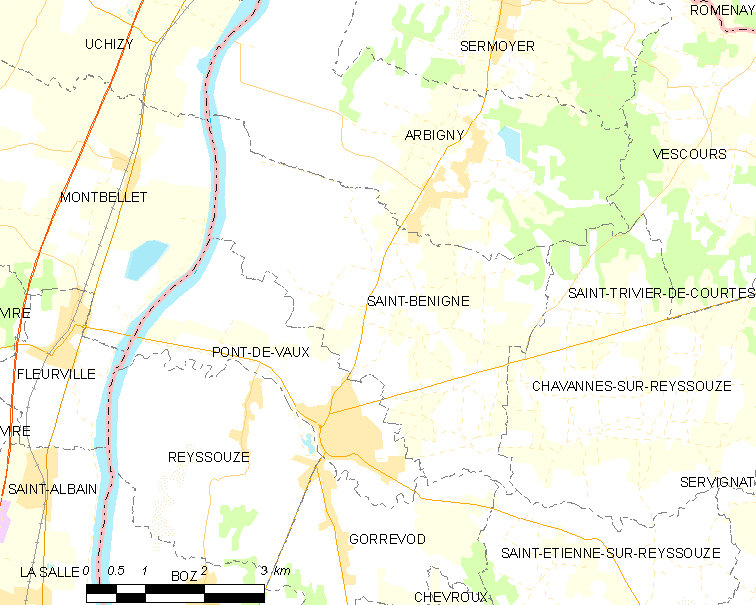
Карта коммуны

Коммуна расположена приблизительно в 340 км к юго-востоку от Парижа, в 80 км севернее Лиона, в 33 км к северо-западу от Бурк-ан-Бреса.
На западе коммуны протекает река Сона, а на юге — река Ресуз.

## Климат
Климат полуконтинентальный с холодной зимой и тёплым летом. Дожди бывают нечасто, в основном летом.

## Население
Население коммуны на 2010 год составляло 1161 человек.
| 1962 | 1968 | 1975 | 1982 | 1990 | 1999 | 2010 |
| ---- | ---- | ---- | ---- | ---- | ---- | ---- |
| 690  | 663  | 631  | 702  | 823  | 817  | 1161 |

## Администрация
| Период | Период | Фамилия       | Партия                  | Примечания |
| ------ | ------ | ------------- | ----------------------- | ---------- |
| 1995   | 2001   | Мишель Фонтен |                         |            |
| 2001   | 2008   | Ги Мортель    | Социалистическая партия |            |
| 2008   | 2020   | Жан-Жак Вийиг |                         |            |

## Экономика
В 2010 году среди 701 человека трудоспособного возраста (15—64 лет) 530 были экономически активными, 171 — неактивными (показатель активности — 75,6 %, в 1999 году было 74,4 %). Из 530 активных жителей работали 483 человека (277 мужчин и 206 женщин), безработных было 47 (20 мужчин и 27 женщин). Среди 171 неактивных 40 человек были учениками или студентами, 95 — пенсионерами, 36 были неактивными по другим причинам.